# Zhemgang
Zhemgang är en distriktshuvudort i Bhutan.   Den ligger i distriktet med samma namn, i den centrala delen av landet, 100 kilometer öster om huvudstaden Thimphu. Shemgang ligger 1 900 meter över havet och antalet invånare är 852.